# Євтєєв Олександр Іванович
Олександр Іванович Євтєєв (6 квітня 1947, місто Апшеронськ, тепер Краснодарського краю, Російська Федерація) — радянський діяч, бригадир деревообробного цеху управління виробничо-технічної комплектації тресту № 7 Міністерства будівництва Узбецької РСР міста Гулістан Сирдар'їнської області. Член ЦК КПРС у 1990—1991 роках.

## Життєпис
У 1963—1964 роках — столяр Апшеронської торгової бази Краснодарського краю.
У 1964—1966 роках — слюсар авторемонтних майстерень міста Гулістан Сирдар'їнської області Узбецької РСР.
З 1966 по 1968 рік служив у Радянській армії.
У 1968—1975 роках — столяр, начальник деревообробного цеху комбінату будівельних матеріалів міста Гулістан Сирдар'їнської області.
Член КПРС з 1969 року.
У 1972 році закінчив Голодностепський комунально-будівельний технікум Узбецької РСР. 
У 1975—1977 роках — столяр, з 1977 року — бригадир деревообробного цеху управління виробничо-технічної комплектації тресту № 7 Міністерства будівництва Узбецької РСР у місті Гулістан Сирдар'їнської області.
Подальша доля невідома.